# Mierzynówka
Mierzynówka – wieś w Polsce położona w województwie podlaskim, w powiecie siemiatyckim, w gminie Grodzisk.
W 1921 roku wieś liczyła 51 domów i 263 mieszkańców, w tym 200 katolików, 58 prawosławnych i 5 wyznawców judaizmu.
W latach 1975–1998 miejscowość administracyjnie należała do województwa białostockiego.
Siedzibą parafii zarówno dla katolickich jak i prawosławnych mieszkańców wsi jest pobliski Grodzisk i są to parafie: katolicka pw. Wniebowzięcia Najświętszej Maryi Panny oraz prawosławna pw. św Mikołaja.
W miejscowości znajduje się zabytkowa kapliczka przy drodze z Grodziska do Czarnej Średniej, pochodząca z początków XIX wieku, nr rej.:302 z 25.11.1966 lub z końca XVIII w.